# Gare de Silenrieux
La gare de Silenrieux est une ancienne gare ferroviaire belge de la ligne 132 de Charleroi à Treignes (frontière), située à la rue par delà l'Eau, dans le village de Silenrieux, sur le territoire de la commune de Cerfontaine, dans la province de Namur.
Elle a disparu lors du démantèlement du tronçon de la ligne 132, entre les gares de Gerlimpont et Senzeilles, en vue de la construction des lacs de l'Eau d'Heure au début des années 1970.

## Situation ferroviaire
La gare de Silenrieux était située au point kilométrique (PK) 26,40 (tracé antérieur à 1970) de la ligne 132 de Charleroi à Treignes frontière, entre les gares de Gerlimpont et de Falemprise.

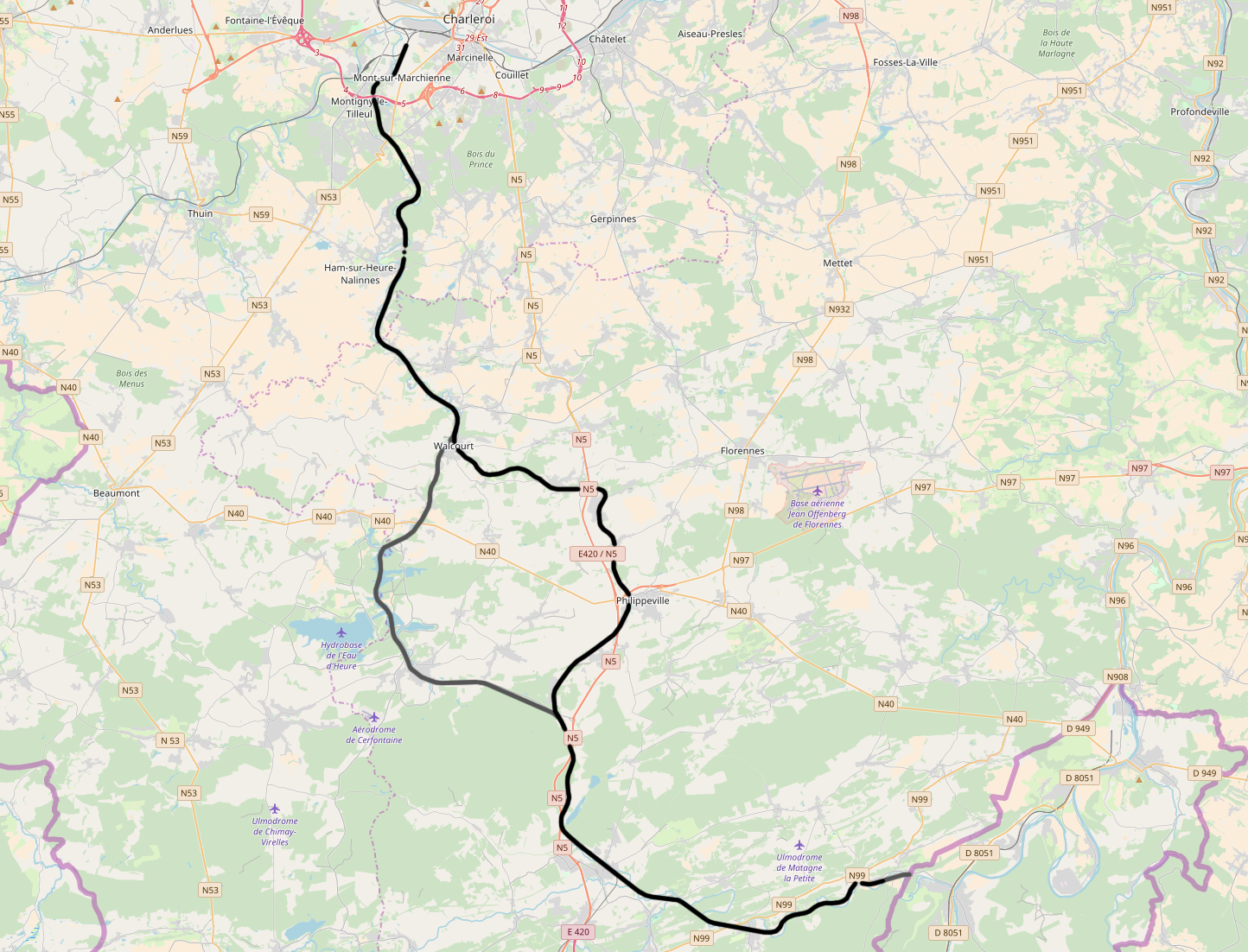
Le tracé d'avant 1970 (à gauche).

## Histoire

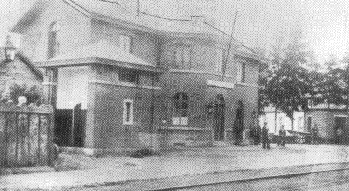
Premier bâtiment entre 1896 et 1904

Le 3 septembre 1852, la commune de Silenrieux concède à la Société du chemin de fer de l'Entre-Sambre-et-Meuse, les terrains nécessaires à la construction de la gare à l'endroit où se trouvait la place publique et une chapelle. L'espace est aménagé, le pont de l'Eau d'Heure est construit, et le viaduc de Battefer est démantelé en vue de laisser place à un passage à niveau. 
C'est le 6 novembre 1852, avec un peu de retard, que la section de voie reliant Walcourt à Silenrieux est inauguré. Le 31 décembre 1853, c'est au tour de la voie reliant Silenrieux à Cerfontaine d'être inaugurée. Au début de l'an 1853, trois allers-retours entre Silenrieux et Charleroi sont programmés pour le service voyageur. Ce qui permet à la population active du village de rejoindre plus facilement Charleroi.
Le premier bâtiment des recettes est construit durant les années 1852-1853 en lieu et la place de la chapelle de la Vierge Marie de l’Eau d’Heure, située sur la place publique bordant les voies de chemin de fer.  
Durant les années 1895-1896, il est agrandi avec une annexe de chaque côté du bâtiment. 

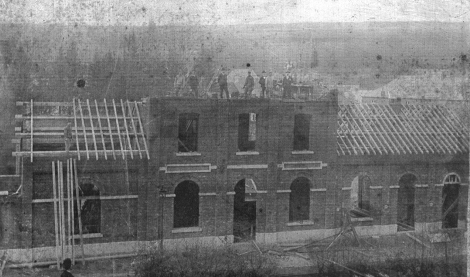
Construction de la gare en 1904

En 1904, alors que l'ancien bâtiment a été rasé, une nouvelle gare de plan type 1895 est érigée au même endroit que la précédente. Il a été adjugé le 28 juillet 1902 en même temps que celui de la gare d'Olloy-sur-Viroin au prix avoisinant les 33 000 francs par gare. La halle à marchandises de Silenrieux a été adjugée peu avant au prix de 12 600 francs.
En 1913, la voie reliant Walcourt à Silenrieux est dédoublée. Cette situation perdure jusqu'en 1950, date à laquelle la section de voie entre Walcourt et Mariembourg repasse en voie unique. Le croisement des trains est rendu possible dans les gares de Silenrieux et Cerfontaine.
Sa fermeture définitive a lieu le 31 août 1970, après le passage du dernier train la veille, lors de la fermeture du tronçon de Walcourt à Neuville-Sud du fait de la construction d'un barrage sur l'Eau d'Heure (Lacs de l'Eau d'Heure).
C'est à partir de 1971, qu'une ligne de bus est établie, remplaçant la circulation du train dans le village.
En 1972 le bâtiment des recettes a été détruit, il se trouvait là où passe l'actuelle route des Barrages.